# 張海星
張 海星（チャン ヘソン、朝: 장해성、1945年 - ）は、大韓民国の著述家。脱北者であり、朝鮮民主主義人民共和国出身の作家などでつくる国際亡命北朝鮮PENセンターの名誉理事長を務めている。

## 略歴
1945年、中華人民共和国吉林省に生まれる。1962年に朝鮮民主主義人民共和国へ渡り、兵役を経て金日成総合大学に入学し、卒業する。金日成総合大学を卒業後、朝鮮中央放送で記者や放送作家として20年間勤務したが、不敬の疑いをかけられ、指導部に狙われることになる。
1996年に脱北し、大韓民国へ渡る。大韓民国では国家安保政策研究所の研究員を務め、2006年に定年退職する。北朝鮮出身の作家などでつくる国際亡命北朝鮮PENセンターの名誉理事長も務めている。
2013年12月に国家転覆陰謀罪などの罪で朝鮮民主主義人民共和国内で処刑された張成沢を扱ったノンフィクション『悲運の男、張成沢（現題:비운의 남자 장성택』を2016年に上梓した。

## 著作
- 비운의 남자 장성택. 1:북한의 권력비사、2016年、オルム出版、ISBN 9788977784659
- 비운의 남자 장성택. 2:북한의 권력비사、2016年、オルム出版、ISBN 9788977784666